# Jędrzej Bigosiński
Jędrzej Bigosiński (ur. 7 listopada 1993 w Krynicy-Zdroju) – polski aktor filmowy i teatralny.

## Życiorys
Urodził się 7 listopada 1993 w Krynicy-Zdroju, pochodzi z Nowego Sącza.
W 2012 ukończył I Liceum Ogólnokształcące im. Jana Długosza w Nowym Sączu, a w 2018 roku – Akademię Sztuk Teatralnych im. Stanisława Wyspiańskiego w Krakowie.
Do tej pory pojawił się w kilkunastu polskich filmach i serialach.
W 2024 roku, na 17. edycji Międzynarodowego Festiwalu Kina Niezależnego Mastercard Off Camera został nominowany do nagrody  Mastercard Rising Star za najlepszy debiut aktorski w filmie pełnometrażowym ( za rolę Księcia, w filmie ,,Grzyby'' w reżyserii Pawła Borowskiego).

## Filmografia
Źródło: FilmPolski.pl
- 2024: Grzyby[4]
- 2023: Polowanie na ćmy
- 2023: Warszawianka
- 2021: Najmro. Kocha, kradnie, szanuje
- 2020: Furioza
- 2020: Zenek
- 2019: Legiony

## Dubbing
Źródło: Encyklopedia polskiego dubbingu
- 2018: Patryk – Spike[6]
- 2019: Wielkie plany Archibalda – Felix[7]
- 2019: Był sobie pies 2 – Shane[8]